# Susanne Riess-Passer
Susanne Riess-Passer (3 de Janeiro de 1961, Braunau am Inn) é uma política do Partido da Liberdade da Áustria. 
No Governo Federal Schüssel I, ela foi o vice-chanceler.